# Assar Blomberg
Assar Peter Blomberg, född 19 juli 1881 i Ugglums socken i Västergötland, död 12 april 1954 i Ugglum, var en svensk redaktör, skriftställare, målare samt folklivs- och folkminnesforskare. 
Assar Blomberg föddes i Rödesten i Ugglum på gränsen till Vilske-Kleva socken vid nordspetsen av Mösseberg och bodde där större delen av sitt liv. Fadern var målare. Blomberg var självlärd och skrev mycket om bygdehistoriska ämnen. På 1910-talet och 1920-talet författade han flera böcker om socknar i västra och nordvästra delen av Falbygden. Han ska ha levererat 2949 blad med folkminnen till Landsmåls- och Folkminnesarkivet i Uppsala (ULMA), som senare blev en del i Språk- och folkminnesinstitutet (SOFI). Han var även Riksantikvariens ombud för sin hemsocken Ugglum med omgivningar. Han var aktiv i Falbygdens hembygds- och fornminnesförening, Västergötlands fornminnesförening och Gudhems klostermuseiförening. En skulptur av Assar Blomberg gjordes 1947 av konstnären Jalmar Lindgren. År 1948 tilldelades Blomberg medaljen Illis Quorum för sina insatser på hembygdsvårdens område. Han var redaktör för Falbygdens Jul åren 1950-1951. Han var även redaktionssekreterare för Falköpings Posten samt falköpingsredaktör för tidningen Västergötland. Tillfälligtvis var han även redaktör för Nya Lidköpings-Tidningen.